# Guadalajara, Jalisco
Guadalajara (phát âm tiếng Tây Ban Nha: [ɡwaðalaˈxaɾa]) là thủ phủ của bang Jalisco thuộc Mexico. Thành phố nằm ở giữa bang Jalisco, thuộc khu vực giáp tây Thái Bình Dương của Mexico. Với dân số 1.579.174, nó là thành phố tự trị đông dân thứ hai của Mexico. Thành phố tự trị này cũng là khu vực có mật độ dân số cao thứ hai ở Mexico; đứng đầu là Ciudad Nezahualcóyotl thuộc Estado de México.

## Khí hậu
| Dữ liệu khí hậu của Guadalajara, Mexico (1951–2010) | Dữ liệu khí hậu của Guadalajara, Mexico (1951–2010) | Dữ liệu khí hậu của Guadalajara, Mexico (1951–2010) | Dữ liệu khí hậu của Guadalajara, Mexico (1951–2010) | Dữ liệu khí hậu của Guadalajara, Mexico (1951–2010) | Dữ liệu khí hậu của Guadalajara, Mexico (1951–2010) | Dữ liệu khí hậu của Guadalajara, Mexico (1951–2010) | Dữ liệu khí hậu của Guadalajara, Mexico (1951–2010) | Dữ liệu khí hậu của Guadalajara, Mexico (1951–2010) | Dữ liệu khí hậu của Guadalajara, Mexico (1951–2010) | Dữ liệu khí hậu của Guadalajara, Mexico (1951–2010) | Dữ liệu khí hậu của Guadalajara, Mexico (1951–2010) | Dữ liệu khí hậu của Guadalajara, Mexico (1951–2010) | Dữ liệu khí hậu của Guadalajara, Mexico (1951–2010) |
| Tháng                                               | 1                                                   | 2                                                   | 3                                                   | 4                                                   | 5                                                   | 6                                                   | 7                                                   | 8                                                   | 9                                                   | 10                                                  | 11                                                  | 12                                                  | Năm                                                 |
| --------------------------------------------------- | --------------------------------------------------- | --------------------------------------------------- | --------------------------------------------------- | --------------------------------------------------- | --------------------------------------------------- | --------------------------------------------------- | --------------------------------------------------- | --------------------------------------------------- | --------------------------------------------------- | --------------------------------------------------- | --------------------------------------------------- | --------------------------------------------------- | --------------------------------------------------- |
| Cao kỉ lục °C (°F)                                  | 35.0 (95.0)                                         | 38.0 (100.4)                                        | 39.0 (102.2)                                        | 41.0 (105.8)                                        | 39.0 (102.2)                                        | 38.5 (101.3)                                        | 37.0 (98.6)                                         | 36.5 (97.7)                                         | 36.0 (96.8)                                         | 35.0 (95.0)                                         | 32.0 (89.6)                                         | 33.0 (91.4)                                         | 41.0 (105.8)                                        |
| Trung bình ngày tối đa °C (°F)                      | 24.7 (76.5)                                         | 26.5 (79.7)                                         | 29.0 (84.2)                                         | 31.2 (88.2)                                         | 32.5 (90.5)                                         | 30.5 (86.9)                                         | 27.5 (81.5)                                         | 27.3 (81.1)                                         | 27.1 (80.8)                                         | 27.1 (80.8)                                         | 26.4 (79.5)                                         | 24.7 (76.5)                                         | 27.9 (82.2)                                         |
| Trung bình ngày °C (°F)                             | 17.1 (62.8)                                         | 18.4 (65.1)                                         | 20.7 (69.3)                                         | 22.8 (73.0)                                         | 24.5 (76.1)                                         | 23.9 (75.0)                                         | 22.0 (71.6)                                         | 21.9 (71.4)                                         | 21.8 (71.2)                                         | 21.0 (69.8)                                         | 19.2 (66.6)                                         | 17.5 (63.5)                                         | 20.9 (69.6)                                         |
| Tối thiểu trung bình ngày °C (°F)                   | 9.5 (49.1)                                          | 10.3 (50.5)                                         | 12.3 (54.1)                                         | 14.3 (57.7)                                         | 16.4 (61.5)                                         | 17.3 (63.1)                                         | 16.5 (61.7)                                         | 16.4 (61.5)                                         | 16.5 (61.7)                                         | 14.9 (58.8)                                         | 12.1 (53.8)                                         | 10.3 (50.5)                                         | 13.9 (57.0)                                         |
| Thấp kỉ lục °C (°F)                                 | −1.5 (29.3)                                         | 0.0 (32.0)                                          | 1.0 (33.8)                                          | 0.0 (32.0)                                          | 1.0 (33.8)                                          | 10.0 (50.0)                                         | 9.0 (48.2)                                          | 11.0 (51.8)                                         | 10.0 (50.0)                                         | 8.0 (46.4)                                          | 3.0 (37.4)                                          | −1.0 (30.2)                                         | −1.5 (29.3)                                         |
| Lượng mưa trung bình mm (inches)                    | 15.6 (0.61)                                         | 6.6 (0.26)                                          | 4.7 (0.19)                                          | 6.2 (0.24)                                          | 24.9 (0.98)                                         | 191.2 (7.53)                                        | 272.5 (10.73)                                       | 226.1 (8.90)                                        | 169.5 (6.67)                                        | 61.4 (2.42)                                         | 13.7 (0.54)                                         | 10.0 (0.39)                                         | 1.002,4 (39.46)                                     |
| Số ngày mưa trung bình (≥ 0.1 mm)                   | 2.1                                                 | 1.2                                                 | 0.7                                                 | 1.1                                                 | 3.5                                                 | 15.2                                                | 21.6                                                | 20.0                                                | 15.5                                                | 6.4                                                 | 1.8                                                 | 1.8                                                 | 90.9                                                |
| Độ ẩm tương đối trung bình (%)                      | 54                                                  | 48                                                  | 45                                                  | 40                                                  | 43                                                  | 61                                                  | 72                                                  | 73                                                  | 73                                                  | 67                                                  | 60                                                  | 60                                                  | 58                                                  |
| Số giờ nắng trung bình tháng                        | 219.6                                               | 239.3                                               | 264.9                                               | 264.3                                               | 291.1                                               | 221.5                                               | 198.5                                               | 210.7                                               | 191.1                                               | 223.5                                               | 232.3                                               | 187.0                                               | 2.743,8                                             |
| Nguồn 1: Servicio Meteorológico Nacional            |                                                     |                                                     |                                                     |                                                     |                                                     |                                                     |                                                     |                                                     |                                                     |                                                     |                                                     |                                                     |                                                     |
| Nguồn 2: Colegio de Postgraduados                   |                                                     |                                                     |                                                     |                                                     |                                                     |                                                     |                                                     |                                                     |                                                     |                                                     |                                                     |                                                     |                                                     |